# Майллингерштрассе (станция метро)
«Майллингерштрассе» (нем. Maillingerstraße) — станция Мюнхенского метрополитена, расположенная на линии . Станция находится в районе Нойхаузен (нем. Neuhausen).

## История
Открыта 8 мая 1983 года и названа в честь генерала инфантерии и военного министра Баварии Иосифа Максимилиана Фридолина фон Майллингера. Майллингерштрассе была в 1876 году конечной остановкой первой линии мюнхенской конки, предшественницей трамвая.

## Архитектура и оформление
Станция спроектирована аналогично станциям Роткройцплац и Штигльмайерплац. Стены состоят из светло-коричневых и белых реек, которые становятся как бы толще или тоньше. Пол изготовлен из искусственных каменных плит в стиле гальки Изар. Потолок оснащен алюминиевыми планками и двумя световыми полосами. Столбы в середине платформы покрыты плиткой. 

## Пересадки
Проходят автобусы следующих линий: 153.